# Otto Petrenz
Hermann Otto Petrenz (* 4. Mai 1878 in Mittweida; † 6. April 1953 in Kreuzwertheim) war ein deutscher Bildhauer.

## Leben
Otto Petrenz wurde als Sohn des Bezirksgerichtsassessors Carl Emil Petrenz und seiner Frau Minna, geb. Reichard geboren. Um 1890 lebte er mit seinen Eltern in Mügeln bei Oschatz und beendete dort seine Schulausbildung. In den Jahren von 1895 bis 1903 studierte er an der Dresdner Kunstakademie bei Robert Diez Bildhauerei und wurde dessen Meisterschüler. Bei Diez erlernte er die romantische impressionistische und realistische weiche Form der Darstellungsweise und Figurgestaltung. Bereits als Student war er Teil der Dresdner Kunstszene und beteiligte sich an Kunstausstellungen der Stadt. So wurde er auch Mitglied der Dresdner Kunstgenossenschaft und anderer Künstlervereine. Die ersten Auszeichnungen und Anerkennungen erhielt er bereits während des Studiums. In den Jahren 1897, 1898, 1899 und 1901 erhielt er auf den Internationalen Kunstausstellungen in Dresden Auszeichnungen und Prämierungen. Im Jahr 1901 wurde er von der Akademie mit der silbernen Medaille für seine künstlerischen Arbeiten ausgezeichnet. Vornehmlich für die Statue des Kentaur, aufgestellt in der Dresdner Heide, erhielt er die goldene Medaille der Akademie, für die Plastik An der Tränke erhielt er einen Preis von 6000 Mark. Dies ermöglichte ihm in der Zeit von 1904 bis 1906 eine Studienreise nach Ungarn, Frankreich und Italien. Nach seiner Ausbildungszeit war er einer der bekanntesten bildenden Künstler in Dresden.
In den Jahren von 1902 bis 1904 sowie 1906 und 1908 wohnte er im neu erbauten Künstlerhaus Loschwitz. Seine beste künstlerische Schaffensperiode reichte bis zum Ersten Weltkrieg. Der Krieg und die daraus resultierenden Leiden schlugen auf sein Gemüt und der Kampf um das Überleben beeinflusste seine künstlerische Laufbahn. Er zog sich zurück und fertigte Kleinplastiken vorwiegend mit Tiermotiven an. Er versuchte für sich eine heile Welt zu schaffen. In den Zwanziger Jahren siedelte er nach Kreuzwertheim um und entwickelte seine talentierten Kochkünste, für die er sehr bekannt wurde. Nebenbei betrieb er außer der Bildhauerei einen Most- und Weinhandel. Er fertigte Werke für Museen und für öffentliche Plätze und Parkanlagen an. Der Maler Emil Paul Börner schuf um 1910 ein Bild Otto Petrenz in seinem Atelier, heute Privatbesitz in Kreuzwertheim. Am 24. September 1912 heiratete er in Schmiedefeld (Großharthau) Elisabeth Clementine Rosalie „Else“ Bossell, Tochter des Drahtfabrikanten August Eduard Ludwig Bossell aus Dresden. Scheinbar vergessen starb Otto Petrenz 1953 in Kreuzwertheim.

## Werk (Auswahl)
- 1899 Bronzefigur Das Meeresweibchen, Internationale Kunstausstellung in Dresden, dafür erhielt er die silberne Medaille der Kunstakademie.
- 1901 Modell Kentaur für die Internationale Kunstausstellung in Dresden, dafür erhielt er die goldene Medaille der Kunstakademie.
- 1902 Sandsteinfigur Kentaur an der Mordgrundbrücke im Albertpark in der Dresdner Heide unterhalb des damaligen Lahmann-Sanatoriums. Der Kentaur gilt als Schutzpatron für Heilungssuchende.
- 1903 Sandsteinplastik An der Tränke, für die Internationale Kunstausstellung in Dresden, dafür erhielt er die goldene Medaille der Kunstakademie.
- 1909 Großes Majolika-Relief mit circa zwei Metern Durchmesser für die St.-Petri-Kirche in Dresden (Rückseite)
- 1910 Figur Hedwig für den Mägdebrunnen in Hohenstein-Ernstthal.
- nach 1910 Plastik Jüngling mit Pferd, Staatliche Kunstsammlungen Dresden und die Plastik Arbeitspferd, Stadtmuseum Dresden
- Weitere Werke befinden sich in Privatbesitz in Dresden und Kreuzwertheim.
- Bronzekleinplastiken wie Liegende Raubkatze (1899), Brüllender Tiger, Liegender Tiger[2] (1899), Bauer mit Pferd an der Tränke (um 1903)

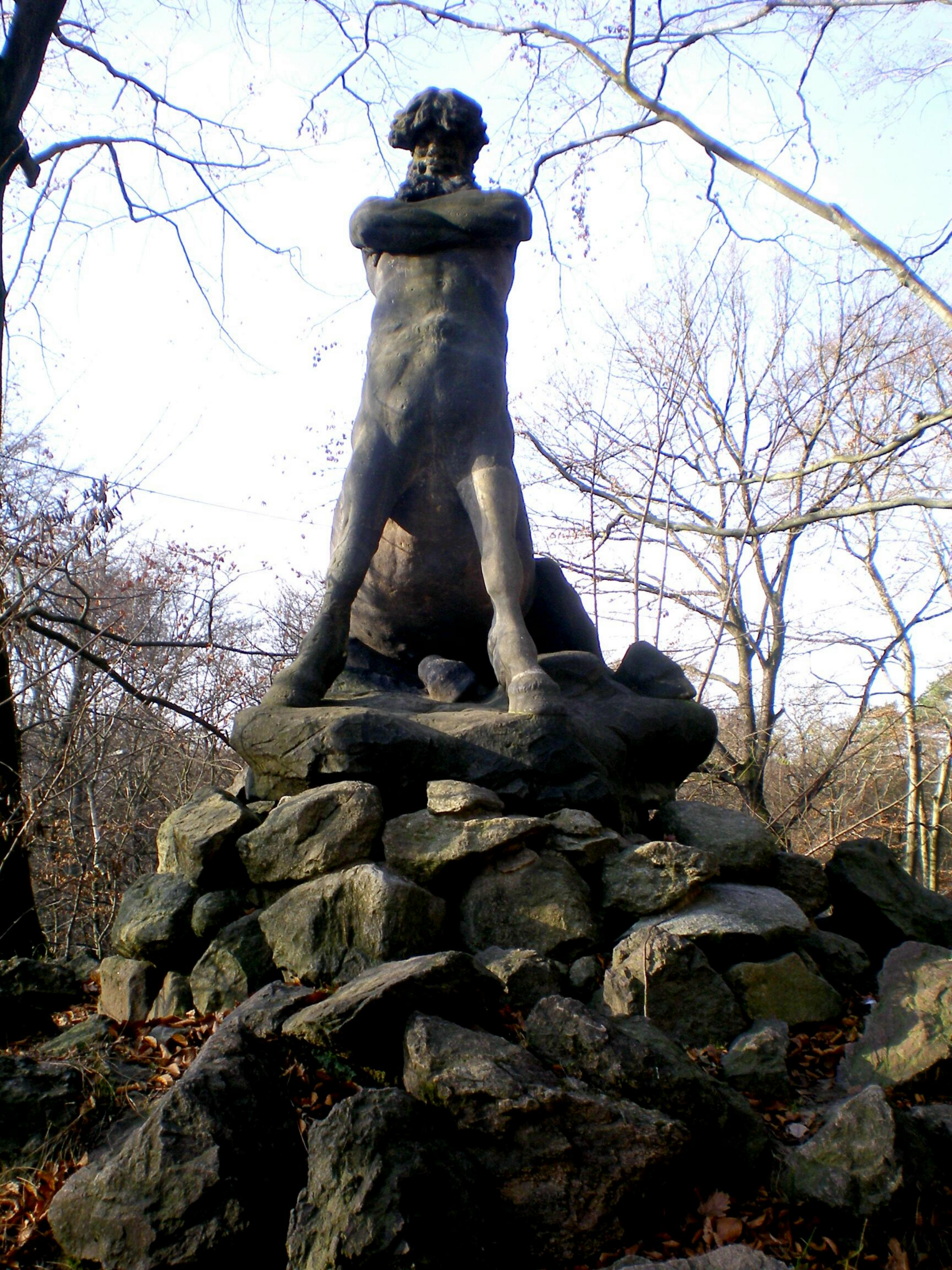
Skulptur Kentaur Dresdner Heide, Vorderansicht.
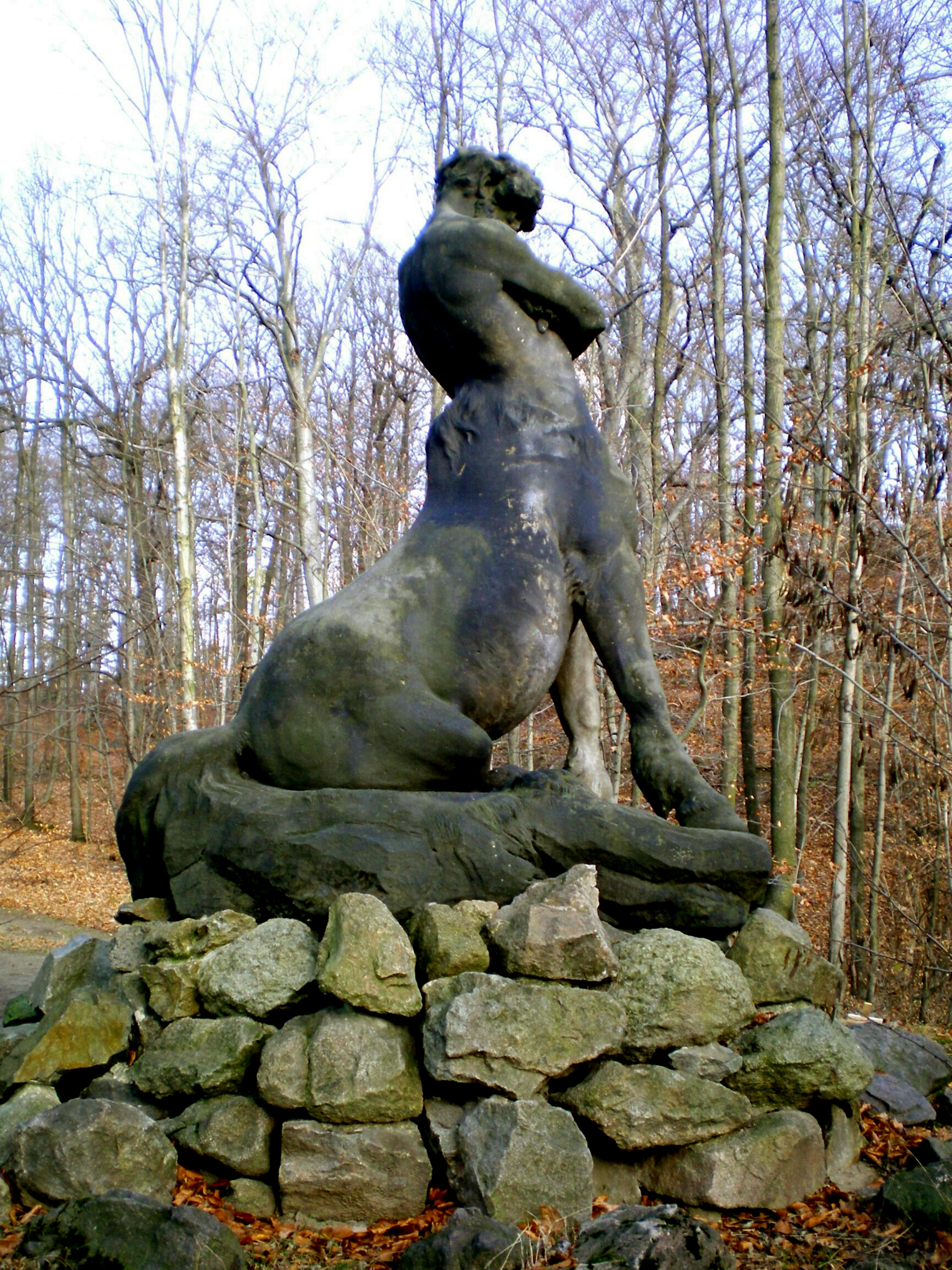
Skulptur Kentaur Dresdner Heide, Seitenansicht.
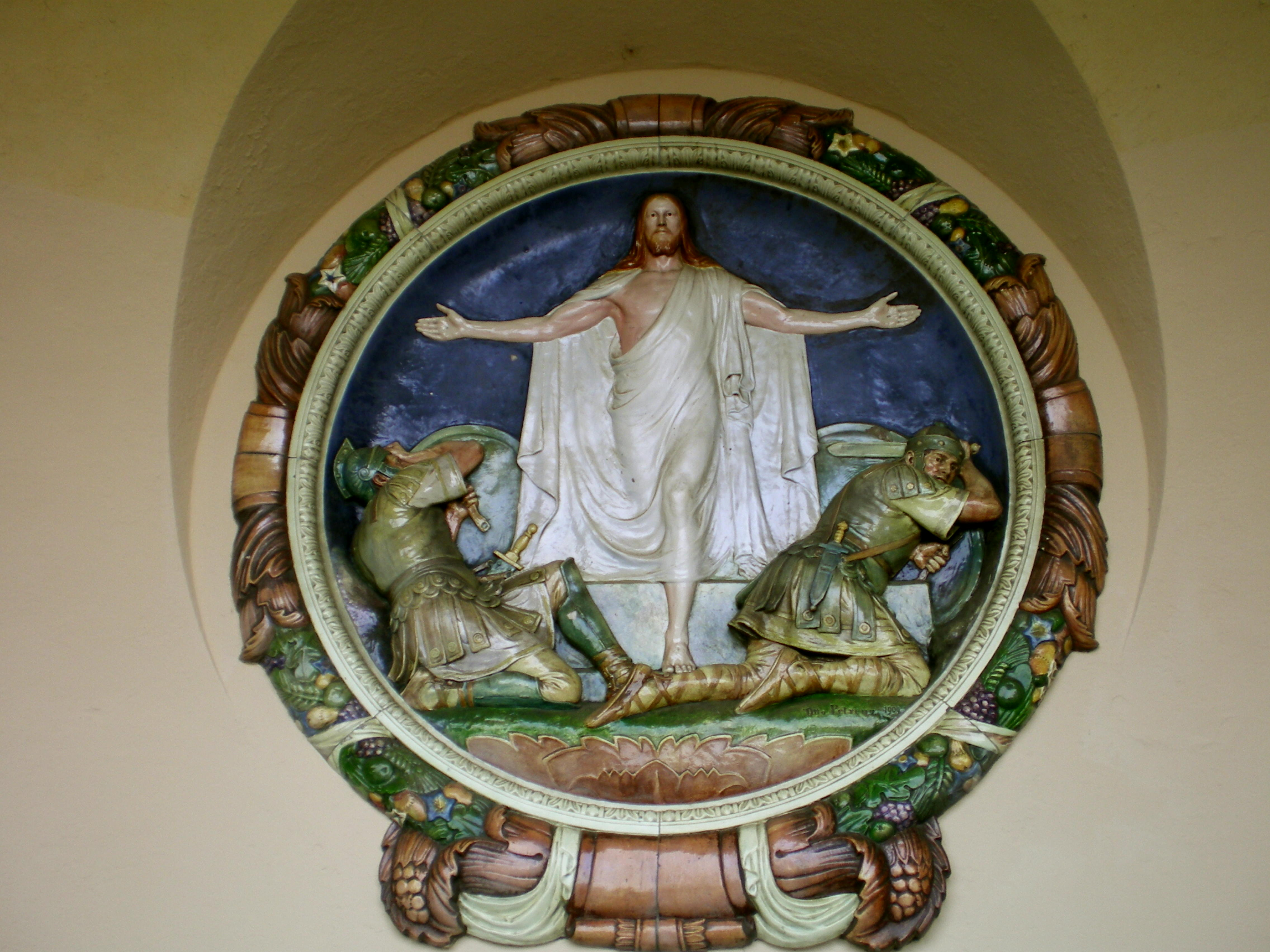
St.-Petri-Kirche in Dresden (Rückseite) Majolika-Relief
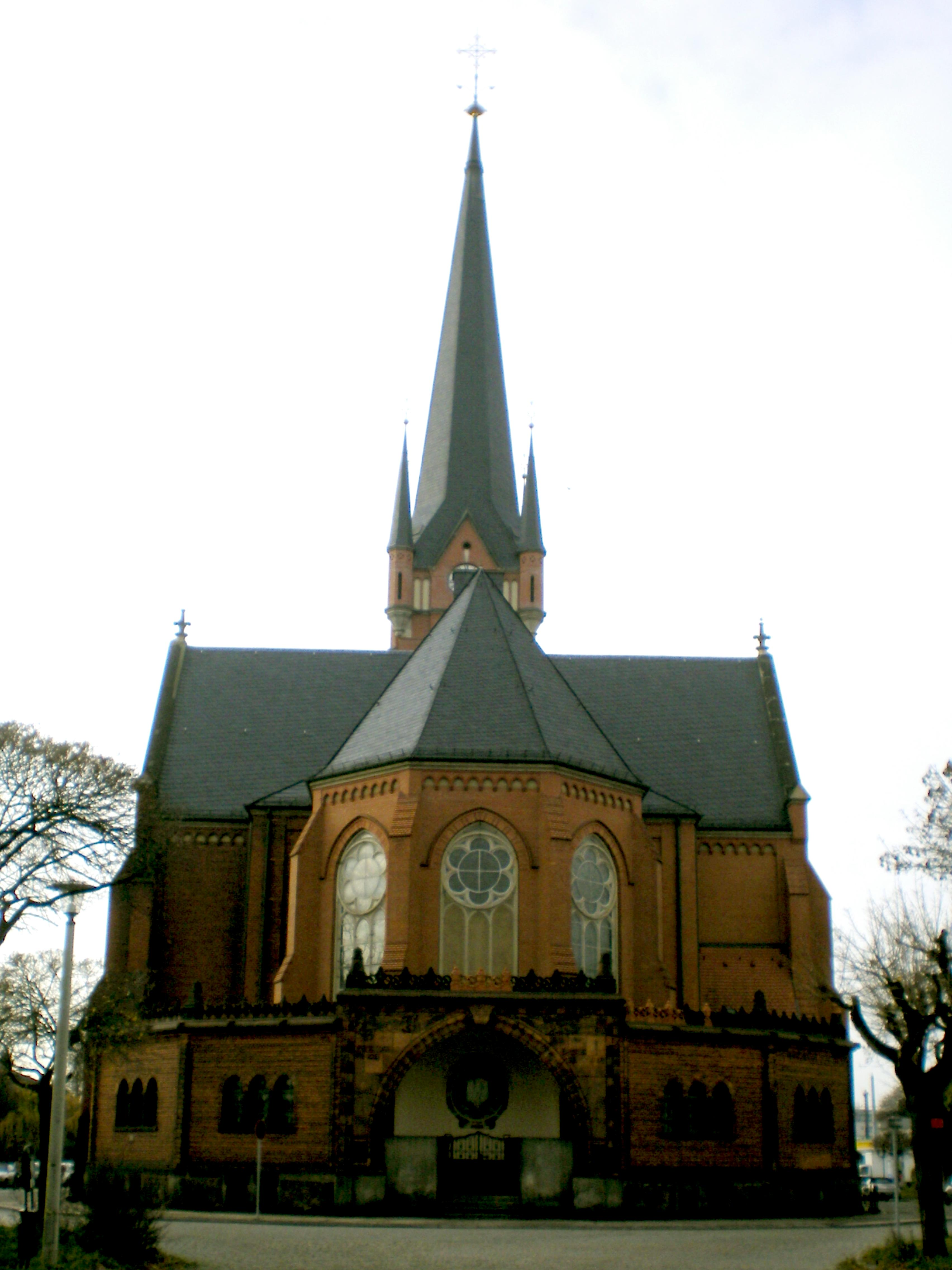
St.-Petri-Kirche in Dresden (Rückseite) mit Majolika-Relief